# 国立现代语言大学
国立现代语言大学（乌尔都语：جامعہ قومی لسانیات جديد），为巴基斯坦伊斯兰堡的一所公立大学。该大学以语言教育为特色。该校创建于1970年，1999年改为大学。

## 院系设置
- 现代语言学院
  - 英语系
  - 法语系
  - 德语系
  - 中文系
  - 意大利语系
  - 印地语系
  - 日语系
  - 波斯语系
  - 俄语系
  - 西班牙语系
  - 乌尔都语系
  - 土耳其语系
  - 阿拉伯语系
- 管理学院
  - 商务管理系
- 社会科学学院